# Alcis basinotata
Alcis basinotata là một loài bướm đêm trong họ Geometridae.